# Karel V. ze Schwarzenbergu
Karel V. Schwarzenberg, německy Karl Friedrich Johann Alfons Ignaz Alexander Fürst zu Schwarzenberg (26. února 1886 Praha – 6. září 1914 Vukovar), byl kníže z orlické větve rodu Schwarzenbergů, rakousko-český velkostatkář, vlastenec a dědeček českého politika Karla Schwarzenberga.

## Život

Erb Schwarzenbergů

V mládí mu byl poručníkem jeho strýc Bedřich Schwarzenberg, který zasedal v říšském sněmu společně s Tomášem Garriguem Masarykem. Chodil na gymnázium s Janem Masarykem.
V mládí pěstoval šerm, učil se ho v Praze v české zemské šermírně.
Jeho manželkou byla Eleonora, rozená hraběnka Clam-Gallasová, která se po jeho smrti znovu provdala, a to do českého vlasteneckého hraběcího rodu Kinských.
Jeho mladší bratr Jan (Johann von Nepomuk Erkinger Alfred Joseph Peter zu Schwarzenberg) se stal po druhé světové válce rakouským občanem. Byl velvyslancem Rakouska v Itálii (1947–1955), Velké Británii (1955–1966) a posléze u Svatého stolce, tedy ve Vatikánu (1966–1969).
V roce 1913 zavedl na svém panství Orlík češtinu jako výlučný úřední jazyk. Byl dědičným členem panské sněmovny a místodržitelský koncipista v.v.
JUDr. Karel Bedřich kníže Schwarzenberg, majorátní pán na Orlíku, záložní c. a k. poručík v hulánského pluku čís. 2., jeden ze šlechticů, upřímně česky smýšlejících a cílících, zemřel dne 6. září ve věku teprve 28 let ve Vukovaru ve Slavonii, napsal magazín Světozor ve svém vydání z 18. září 1914. Karel zemřel na úplavici jako ordonanční důstojník rakousko-uherské armády na srbské frontě. Pohřeb se konal na Orlíku 12. září 1914. Rakev byla uložena do rodinné hrobky Schwarzenbergů.
Karel kníže Schwarzenberg zemřel. Majitel svěrenství Orlického, Karel kníže Schwarzenberg, syn loni zemřelého Karla Schwarzenberga, odebral se, jak známo, na bojiště jižní a sice co důstojník při automobilovém voj. sboru. Tam v dáli rozstonal se na úplavici a včera ve Vukovaru (v Slavonsku) vypustil šlechetnou svou duši. Byl stár 28 let. Mimo zesnulého z orlické linie zúčastní se polního tažení ještě 22letý kníže Arnošt a to při c. a k. 2. pluku hulánů. (Z krumlovské linie vysláno na bojiště šest členů.) Zesnulý Karel kníže Schwarzenberg narodil se v Praze dne 26. února 1886 jako syn dne 4. října 1913 zemřelého Karla knížete Schwarzenberga a jeho choti Marie roz. hraběnky Kinské ze Vchynic a Tetova (zemřelé 11. května 1889). Karel kníže Schwarzenberg, doživotní člen panské sněmovny, pojal dne 5. února 1910 za choť Eleonoru hraběnku Clam-Gallasovou (naroz. 4. listopadu 1887 ve Frýdlantě) a nad jeho smrtí truchlí dvě útlé dítky, a sice princ Karel, narozen 5. července 1911, a František, naroz. 24. března 1913. Mladý kníže tento byl představitelem nové šlechty české. Opravdu české. Kladli jsme do něho veliké naděje a teď je nám naprosto zmařena.
Venkov, 08.09.1914

## Rodina
Karel V. se oženil 5. února 1910 ve Vídni s Eleonorou Clam-Gallasovou (4. listopad 1887 Frýdlant v Čechách – 31. květen 1967 Vídeň, ve Vídni byla také pochována), dcerou hraběte Františka Clam-Gallase (1854–1930) a Marie Hoyos-Sprinzenstein (1858–1938). Měli spolu dva syny:
- 1. Karel VI. (5. 7. 1911 Čimelice – 9. 4. 1986 Vídeň)
  - ∞ (30. 6. 1934 Praha) Antonie Leontina z Fürstenbergu (12. 1. 1905 Brusel – 24. 12. 1988 Vídeň)
- 2. František (24. 3. 1913 Praha – 9. 3. 1992 Unzmarkt, Rakousko)
  - ∞ (23. 5. 1944 Dolní Beřkovice) Amálie Františka Lobkowiczová (25. 1. 1921 Dolní Beřkovice – 3. 4. 2013 Vídeň)

Vdova Eleonora se podruhé vdala 7. června 1921 v Praze za Zdenka Radslava Kinského (14. červenec 1896 Chlumec nad Cidlinou – 1. leden 1975 Řím). Spolu měli tři děti (dva syny a jednu dceru):
- 1. Václav Norbert Kinský (21. 3. 1924 Praha – 9. 3. 2008 Pugnano)
  - ∞ (3. 7. 1948 Pugnano u Pisy) Anna Maria dei Conti Dal Borgo-Netolický (4. 7. 1925 Pisa – 18. 1. 1980)
- 2. Evženie Klotilda (Génilde) Kinská (1. 11. 1925 Praha – 3. 10. 2023 Bonn)
  - ∞ (7. 9. 1942 Chlumec nad Cidlinou, rozvedeni 1952) František Jindřich Dobrzenský z Dobrzenicz (11. 4. 1915 – 2. 1. 1978)
- 3. Radslav Jiří Kinský (14. 6. 1928 Obora-Kněžičky u Chlumce nad Cidlinou – 12. 10. 2008 Žďár nad Sázavou)
  - ∞ (29. 11. 1958 Paříž) Thamara Amilakvari (29. 7. 1935 Paříž – 17. 4. 2019 Paříž)

Nevlastní sourozenci z obou manželství Eleonory se stýkali.